# 汝阳道
汝阳道，中华民国初期行政区划名。
1913年2月依清末南汝光淅道区域置豫南道，辖信阳、南阳、南召、镇平、唐县、泌阳、桐柏、邓县、内乡、新野、方城、舞阳、叶县、汝南、正阳、上蔡、新蔡、西平、遂平、确山、罗山、潢川、光山、固始、息县、商城、淅川等县。1914年6月由豫南道改名汝阳道，治信阳县（今河南信阳市）。属河南省。辖信阳、南阳、南召、镇平、沘源、泌阳、桐柏、邓县、内乡、新野、方城、舞阳、叶县、汝南、正阳、上蔡、新蔡、西平、遂平、确山、罗山、潢川、光山、固始、息县、商城、淅川等县。辖境约当今河南省伏牛山、沙河、洪河、淮河以南地区。1927年废。 